# Conicera reniformis
Conicera reniformis är en tvåvingeart som beskrevs av Liu 2000. Conicera reniformis ingår i släktet Conicera och familjen puckelflugor.
Artens utbredningsområde är Guangxi (Kina). Inga underarter finns listade i Catalogue of Life.